# جوزيف إف. فينيغان
جوزيف إف. فينيغان (بالإنجليزية: Joseph F. Finnegan)‏ هو محامي وضابط أمريكي، ولد في 12 سبتمبر 1904، وتوفي في 12 فبراير 1964.